# David Todd
David Todd, né le 17 juin 1978, est un historien français, professeur des universités au centre d'histoire de l'Institut d'études politiques de Paris.

## Biographie
David Todd est le fils d'Emmanuel Todd, et l'arrière-petit-fils de Paul Nizan. Il est diplômé de l'Institut d'études politiques de Paris et titulaire d'un doctorat de l'université de Cambridge.
Il a enseigné en Angleterre à Cambridge et au King's College avant de revenir à Sciences Po en 2021 où il dispense le cours magistral de première année sur l'histoire politique du XIXe siècle européen.
Son champ de recherche porte sur les aspects internationaux de l'histoire de France à l'époque contemporaine et notamment les transformations économiques mondiales au long du XIXe siècle,,,,,,,,,.
En 2021, il publie l'ouvrage Un empire de velours aux éditions Princeton University Press. Cet ouvrage se distingue par l'étude qu'il propose des relations de la France avec le monde au XIXe siècle. Partant de la France comme un « État-nation impérial », reprenant ainsi les thèses de l'historien Gary Wilder, il montre le lien consubstantiel qu'il y a entre la nationalisation de la société et l'expansion vers le monde. Cette expansion se matérialise par le « velours » ou plus exactement les exportations françaises dans le monde de produits de luxe. L'historien Sylvain Venayre décrit alors cet ouvrage dans Libération comme un livre important dans l'historiographie de l'« impérialisme informel ».
En 2023, il obtient le prix György Ránki pour cet ouvrage publié en français en 2022.

## Œuvres
- L'identité économique de la France. Libre-échange et protectionnisme 1814-1851, Paris, Grasset, 2008. Paru en anglais sous le titre Free Trade and its enemies in France, 1814-1851, Cambridge, Cambridge University Press, 2015.
- A velvet empire : French informal imperialism in the nineteenth century, Princeton, Princeton University Press, 2021. Paru en français sous le titre Un empire de velours : L’impérialisme informel français au XIXe siècle, Paris, La découverte, 2022.